# Лебединский, Алексей Ильич
Алексей Ильич Лебединский (1871 — 8 августа 1936, Париж) — русский морской офицер, капитан 1-го ранга. Участник Первой мировой войны и гражданской войны в России. В Новороссийске в 1918 году временно исполнял должность начальника штаба Черноморского флота. Эмигрант.

## Биография
Родился в 1871 году. Окончил Морской кадетский корпус и произведен в мичманы в сентябре 1892 года. Окончил Минный офицерский класс в 1897 году. Произведён в лейтенанты и откомандирован в распоряжение командующего Тихоокеанской эскадры. В 1900—1902 годах служил минным офицером на броненосце «Наварин» и участвовал в подавлении Боксерского восстания в Китае.
В дальнейшем служил на Черноморском флоте. В 1909—1911 годах — старший офицер, а затем командир заградителя «Дунай». С 1913 по 1915 год — постоянный член комиссии для наблюдения за постройкой кораблей на Черном море. 6 декабря 1913 года за отличие по службе произведён в капитаны 1 ранга. В 1915 году — командир крейсера «Адмирал Нахимов». С 4 января 1917 года по 1918 год — командир линейного корабля «Пантелеймон». В начале 1918 года возглавил комиссию из морских офицеров по подготовке порта Новороссийск для стоянки кораблей Черноморского флота. В Новороссийске временно исполнял должность начальника штаба Черноморского флота. После занятия Новороссийска Добровольческой армией в начале августа 1918 года прибыл в Екатеринодар и был назначен помощником начальника Морского отдела при штабе Добровольческой армии, а затем ВСЮР.
В ходе крымской эвакуации в составе Черноморского флота белых прибыл в Константинополь в ноябре 1920 года, после чего с Русской эскадрой перешел в Бизерту. В 1920-х годах из Туниса переехал во Францию. Скончался в Париже 8 августа 1936 года. Похоронен на русском кладбище в Сент-Женевьев де Буа.

## Примечание
1. 1 2 3  Николай Рутыч Биографический справочник высших чинов Добровольческой армии и Вооруженных Сил Юга России. Материалы к истории Белого движения М., 2002